# Binnya Ran II
Cette page contient des caractères spéciaux ou non latins. S’ils s’affichent mal (▯, ?, etc.), consultez la page d’aide Unicode.
Binnya Ran II (birman ဒုတိယ ဗညားရံ, dṵtḭja̰ bəɲá jàɴ ; môn ဗညားရာံ ; Pégou, 1469–1526) fut le dix-septième souverain du royaume d'Hanthawaddy, en Basse-Birmanie. Fils du roi Dhammazedi et petit-fils de la reine Shin Sawbu par sa mère Mi Pakahtaw, il régna de 1492 à 1526. Il fut vénéré pour sa bonté, bien que son premier acte d'autorité eût été de faire massacrer tous ses parents mâles d'ascendance royale.
Durant la confusion de son accession au trône, le roi Mingyinyo, fondateur de la nouvelle dynastie Taungû, qui était encore vassal du royaume d'Ava, lança un raid contre Hanthawaddy sans l'autorisation de son suzerain Minkhaung II. Binnya Ran II envoya une expédition punitive contre Taungû elle-même. Cette démonstration de force suffit à assurer la paix.
En 1501, Binnya Ran II rassembla une armée de plusieurs milliers d'hommes pour remonter l'Irrawaddy en pèlerinage à la pagode Shwezigon à Pagan, sur le territoire d'Ava. Quand le roi de Prome, petit État entre Ava et Hanthawaddy, l'interrogea, il lui répondit : « Je pourrais vous conquérir tous les deux, vous et Ava, mais je ne le souhaite pas. Je désire seulement me recueillir à la pagode Shezigon. » Après l'avoir fait, il se retira pacifiquement.
Binnya Ran II eut au moins deux fils, Takayutpi et Smim Htaw. À sa mort, le premier lui succéda. Il fut le dernier roi d'Hanthawaddy.